# Oratorio di San Michele Arcangelo (Castel Goffredo)
L'oratorio di San Michele Arcangelo è situato alla periferia sud di Castel Goffredo nella frazione Zecchini. La zona circostante Castel Goffredo è stata interessata dalla costruzione di oratori campestri e chiesette sparse nella campagna fin dal XVI secolo, che ritroviamo nelle rispettive frazioni.

## Storia
Prima dell'attuale edificio esisteva l'antico oratorio di San Michele del 1424, in decadimento, con annesso campanile, costruiti sulla riva del torrente Tartaro, nella zona sud-est della città (località Rassica) e appartenuto all'abbazia di Maguzzano, sotto la diocesi di Verona. Si hanno testimonianze dell'edificio già nel 1145 in una bolla papale di papa Eugenio III, la Piae postulatio voluntatis dove si nomina anche la chiesa di San Michele che sorgeva vicino al torrente. Nel 1448 subì un importante restauro. Di questo oratorio si parla diffusamente in occasioni delle visite pastorali del vescovo di Brescia nel 1568 e nel 1580. Venne dichiarato fatiscente nel 1608 ma il luogo di culto rimase ugualmente attivo grazie ai contributi di numerosi benefattori della zona. Nel 1717 venne autorizzata dal vescovo la demolizione dell'edificio che iniziò nel 1719 e nello stesso anno prese avvio la costruzione della chiesa attuale, a poca distanza dalla precedente. Dopo un anno di alacre lavoro veniva terminata e nel 1720 benedetta al culto. Nel 1800 la chiesa venne adibita a caserma per le truppe francesi a Castel Goffredo. Nel 1944 subì un bombardamento che fortunatamente provocò solo lievi danni.

## L'edificio

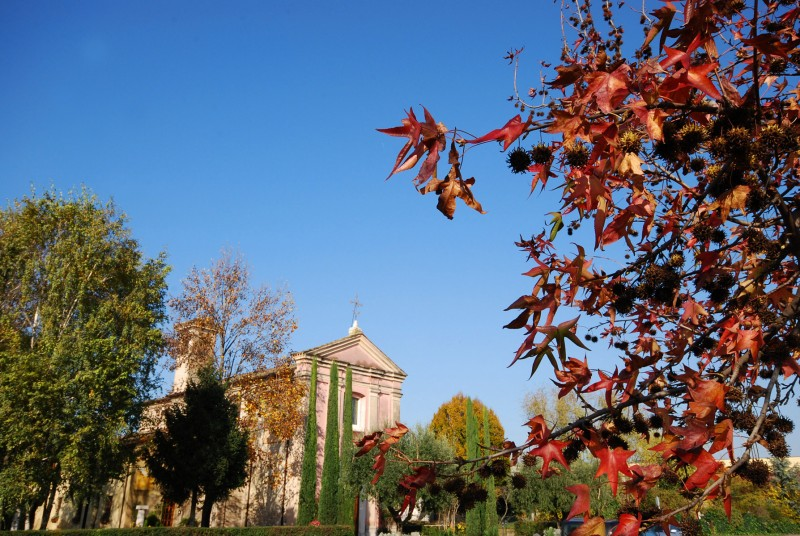
Castel Goffredo, oratorio di San Michele Arcangelo

La facciata dell'oratorio è di impostazione neoclassica con quattro lesene che reggono il timpano.
L'interno è a navata unica coperta da volta a botte. Sui fianchi della chiesa si aprono due cappelle.
L'altare maggiore è in legno dorato e finemente lavorato, opera del castiglionese Giovanni Battista Barilli, del 1721.
Sull'altare domina la statua dall'arcangelo Michele con lancia in atto di trafiggere il diavolo. Sempre sull'altare è collocata una statua lignea della Madonna di Caravaggio, di scuola brescia del XVIII secolo.
Nella cappella di sinistra si conserva la Madonna della Neve, affresco proveniente dall'antico oratorio di san Michele. Al centro del pavimento è ubicata la lapide sepolcrale di don Giovanni Battista Romagnoli, morto nel 1743.
Nel muro perimetrale è stato rinvenuto un marmo lavorato con cornici e stella esagonale di epoca longobarda.
A poca distanza dall'oratorio sorge il complesso di edifici chiamato Palazzo Riva, risalente alla metà del XVII secolo.